# أكونوشيما
تدعى هذة الجزيرة أكونوشيما (Ōkunoshima 大久野島). وهي جزيرة صغيرة تقع في بحر سيتو الداخلي (瀬戸内海 Seto Naikai) في اليابان. وهي جزيرة تابعة لمدينة تاكيهارا. التي بدورها تتبع محافظة هيروشيما. تبعد هذة الجزيرة عن مدينة هيروشيما من الناحية الجنوبية الشرقية أكثر من 40 كيلو متر. هذة الجزيرة قابلة للوصول عن طريق طادانومي وأميشيما. يوجد في هذة الجزيرة كل من المعسكرات، مسارات المشي وأماكن ذات أهمية تاريخية للجزيرة. بسبب الأرانب البرية العديدة التي تجوب هذة الجزيرة. تسمى هذة الجزيرة أحياناً أُساقيشيما: أي جزيرة الأرانب (ウサギ島). هذة الأرانب ليست كباقي جنسها، فهي مروضة وتتقترب إلى البشر بدون تردد أو شعور بالخوف. على الرغم من صغر حجم هذه الجزيرة. إلا أنها لعبت دوراً رئيسياً خلال الحرب العالمية الثانية. فلقد كانت هنالك مصانع على هذه الجزيرة تقوم بصنع الغازات السامة.

## التاريخ
وكانت الجزيرة تستخدم فقط لأغراض الزراعة والري حتى الحرب الصينية اليابانية الأولى عندما تم بناء عشرة حصون لحمايته. على الرغم من أن اليابان كانت من ضمن الدول الموقعة على بروتوكول جنيف. الذي يحظر استخدام الأسلحة الكيميائية. 
إلا أنه وفي عام 1925 بدأ معهد العلوم والتكنولوجيا للجيش الإمبراطوري الياباني سرياً ببرنامج لتطوير الأسلحة الكيميائية. بناء على أبحاث واسعة النطاق، التي أظهرت أنه يجري أيضاً إنتاج الأسلحة الكيميائية في جميع أنحاء الولايات المتحدة وأوروبا. <اسم المرجع = «يوكي» > يوكي تاناكا. «الغاز السام: وهي القصة التي لن تنساها اليابان.»  نشرة علماء الذرة، أكتوبر 1998. ص 10-19. لم يكن هنالك من تخزين السلاح الكيميائي. ولكن الحظر كان على استعماله. ولقد وضع البلد أيضاً مجهدوداً كبيرا لضمان سرية بناء مصنع للذخائر الكيميائية التي بدأت في عام 1929. <المرجع > «بداية محطات الغاز» (Ōkunoshima متحف الغاز السام معارض: Ōkunoshima الجزيرة، ولاية هيروشيما.)، زار 10 ديسمبر 2006 </ المرجع> كان بناء المصنع خلال الفترة من 1927 إلى عام 1929، ولقد كان موطنا لمرفق إنتاج الأسلحة الكيميائية التي أنتجت ستة كيلوطن من غاز الخردل والغاز المسيل للدموع.

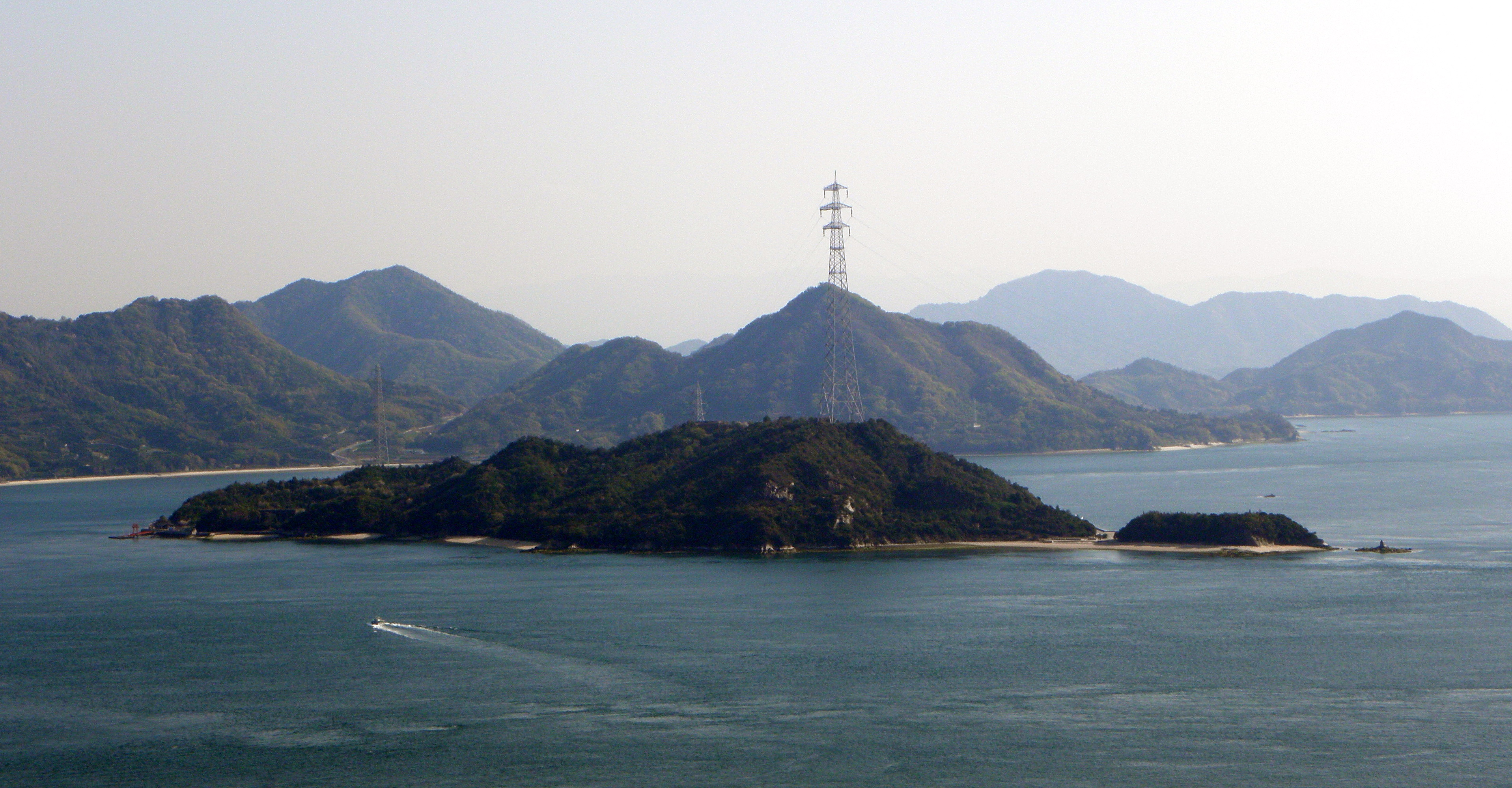
صورة للجزيرة

ولقد تم اختيار الجزيرة لسببين، الأول لعزلتها، الذي بدوره يفضي إلى الأمن. والثاني لبعد موقع الجزيرة بما فيه الكفاية عن طوكيو والمناطق المهمة الأخرى. في حالة وقوع كارثة. تحت ولاية الجيش الياباني، تم تحويل عملية حفظ الأسماك المحلية إلى معالج لمفاعل الغاز السام. ولكن السكان والموظفين لم يعلموا ما كان فعلاًً آنذاك يحدث. ولقد كانت ظروف العمال قاسية ولقد عانى العديد منهم نتيجة تعرضهم للغازات السامة.
مع نهاية الحرب، أُتلفت الوثائق المتعلقة بهذا البرنامج. ولقد قامت قوات حلفاء الاحتلال بالتخلص من الغاز إما عن طريق الإغراق، أو الحرق، أو بالدفن. وقيل للناس أنه عليهم بالتكتم عن هذا البرنامج. بعد عدة عقود، وقدمت ضحايا من نبات المساعدات الحكومية لتلقي العلاج، وفي عام 1988 تم افتتاح متحف الغاز السام Ōkunoshima.
على الرغم من أن اليابان كانت من ضمن الدول الموقعة على بروتوكول جنيف. الذي يحظر استخدام الأسلحة الكيميائية. إلا أنه وفي عام 1925 بدأ معهد العلوم والتكنولوجيا للجيش الامبراطوري الياباني سرياً ببرنامج لتطوير الأسلحة الكيميائية. بناء على أبحاث واسعة النطاق، التي أظهرت أنه يجري أيضاً إنتاج الأسلحة الكيميائية في جميع أنحاء الولايات المتحدة وأوروبا. <اسم المرجع = «يوكي» > يوكي تاناكا. «الغاز السام: وهي القصة التي لن تنساها اليابان.»  نشرة علماء الذرة، أكتوبر 1998. ص 10-19. لم يكن هنالك من تخزين السلاح الكيميائي. ولكن الحظر كان على إستعماله. ولقد وضع البلد أيضاً مجهدوداً كبيرا لضمان سرية بناء مصنع للذخائر الكيميائية التي بدأت في عام 1929. <المرجع > «بداية محطات الغاز» (Ōkunoshima متحف الغاز السام معارض: Ōkunoshima الجزيرة، ولاية هيروشيما.)، زار 10 ديسمبر 2006 </ المرجع> كان بناء المصنع خلال الفترة من 1927 إلى عام 1929، ولقد كان موطنا لمرفق إنتاج الأسلحة الكيميائية التي أنتجت ستة كيلوطن من غاز الخردل والغاز المسيل للدموع. 
ولقد تم اختيار الجزيرة لسببين، الأول لعزلتها، الذي بدوره يفضي إلى الأمن.والثاني لبعد موقع الجزيرة بما فيه الكفاية عن طوكيو والمناطق المهمة الأخرى. في حالة وقوع كارثة. تحت ولاية الجيش الياباني، تم تحويل عملية حفظ الأسماك المحلية إلى معالج لمفاعل الغاز السام. ولكن السكان والموظفين لم يعلموا ماكان فعلاًً آنذاك يحدث. ولقد كانت ظروف العمال قاسية ولقد عانى العديد منهم نتيجة تعرضهم للغازات السامة. مع نهاية الحرب، أُتلفت الوثائق المتعلقة بهذا البرنامج. ولقد قوات حلفاء الاحتلال بالتخلص من الغاز إما عن طريق الإغراق، أو الحرق، أو بالدفن. وقيل للناس أنه عليهم بالتكتم عن هذا البرنامج. بعد عدة عقود، وقدمت ضحايا من نبات المساعدات الحكومية لتلقي العلاج، وفي عام 1988 تم افتتاح متحف الغاز السام Ōkunoshima.

## السفر
أفضل طريقة للوصول إلى الجزيرة من البر الرئيسي هو اتخاذ سانيو شينكانسن القطار إلى محطة ميهارا.